# Camille Pissarro
Camille Pissarro (n. 10 iulie 1830, Charlotte Amalie, Saint Thomas and Saint John District⁠(d), United States Virgin Islands – d. 13 noiembrie 1903, Paris, Franța) a fost un pictor francez care a jucat un rol decisiv în unificarea mișcării impresioniste și în schimbările ce au avut loc în arta celei de a doua jumătăți a secolului al XIX-lea, rol recunoscut ca atare cu mult mai târziu decât cel al altor pictori contemporani cu el. Prin contribuția pe care a avut-o la formarea artistică a lui Paul Cézanne, Vincent Van Gogh, Paul Gauguin, Georges Seurat și alții a influențat, deși mai puțin remarcat, apariția picturii moderne din secolul al XX-lea.

## Viața și opera
Camille Pissarro s-a născut la 10 iulie 1830 la Charlotte-Amalie, un port pe insula Saint-Thomas (pe atunci Antilele Daneze), azi Insulele Virgine Americane. Este cel de-al treilea fiu al lui Abraham (Frederic) Gabriel Pissarro și Rachel Manzano-Pomie. Părinții săi, de origine evreiască, sefarzi portughezi, provenind din Bordeaux, se stabiliseră pe insulă în anul 1824, tatăl fiind proprietarul unui prosper magazin cu articole de fierărie. La vârsta de 12 ani, Pissarro este trimis la o școală din Franța. Timp de cinci ani va locui în Passy, în apropierea Parisului. Timpul liber și-l petrece adesea la muzeul Luvru; de atunci devine vizibilă înclinația lui spre desen. Întors pe insula natală, se întâlnește cu Fritz Melbye, peisagist danez, în compania căruia Pissarro pictează primele sale tablouri. După câteva luni de colaborare, animat de ideile anarhiste, idei de care va fi atras tot restul vieții sale, Pissaro fuge împreună cu prietenul său la Caracas, în Venezuela. Revine acasă și reușește, cu greutate, să-și convingă tatăl că nu are aptitudini pentru comerț. În 1855, pleacă la Paris pentru a studia pictura.

### La Paris ca pictor

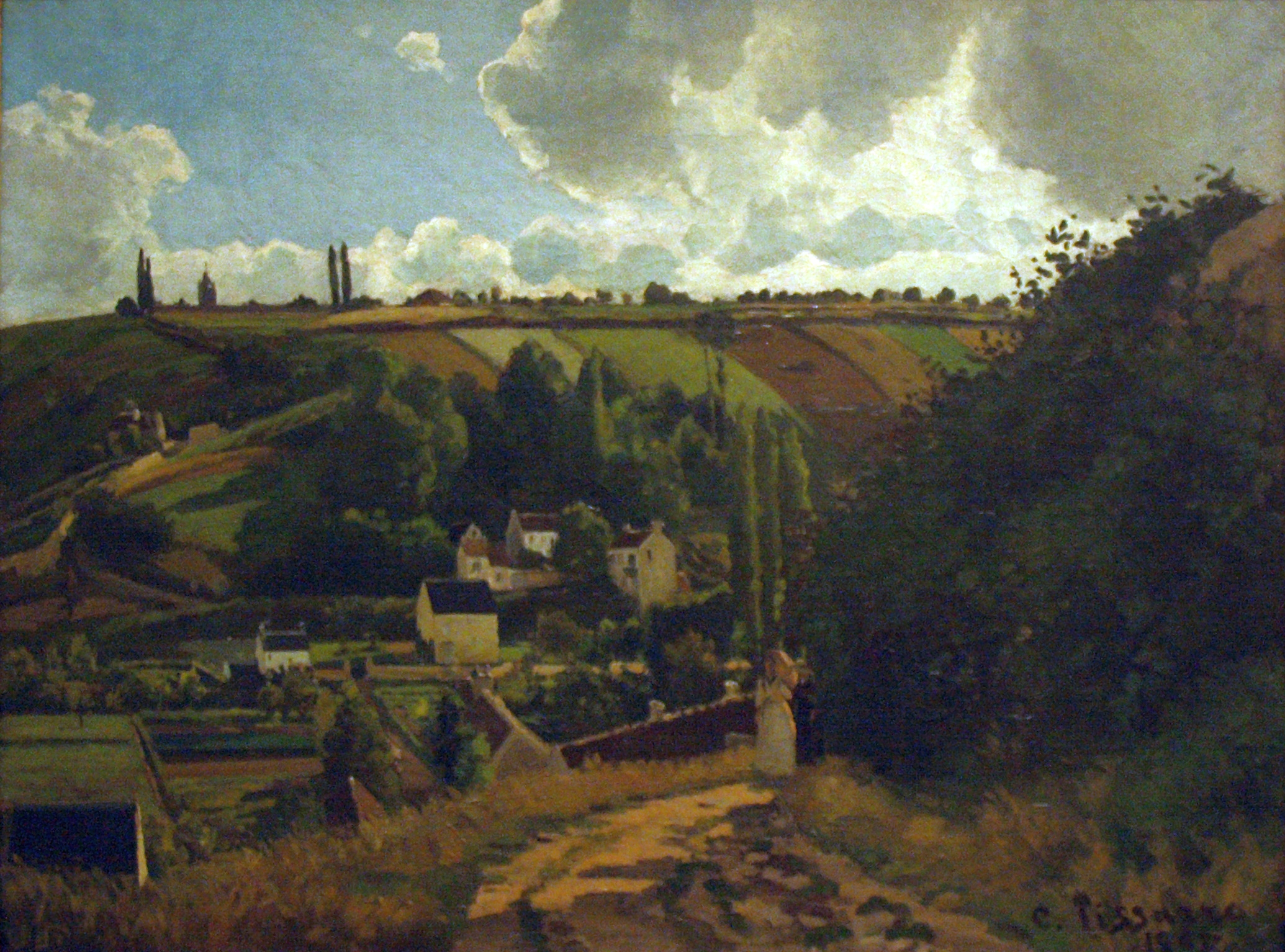
Camille Pissarro: Peisaj la Pontoise, 1867 - Metropolitan Museum of Art, New York

Sosirea în orașul de pe Sena coincide cu „Expoziția Mondială”, unde descoperă pictura generației mai vârstnice: Corot, Millet, Daubigny, Delacroix. Este entuziasmat în special de operele lui Gustave Courbet, expuse simultan cu expoziția „Pavilionul Realismului”. Va avea nevoie totuși de zece ani pentru a înțelege și aprofunda arta lor. Frecventează câteva școli, se duce prin ateliere, dar nicăieri nu rămâne pentru mult timp. Încă de la început are o simpatie pentru pictura peisajelor, de aceea este interesat mai ales de cercul de la Barbizon (Millet, Daubigny) și de creațiile lui Corot, în care vede pe maestrul său și căruia îi va arăta picturile sale și va urma fiecare observație a acestuia.

### Impresionismul

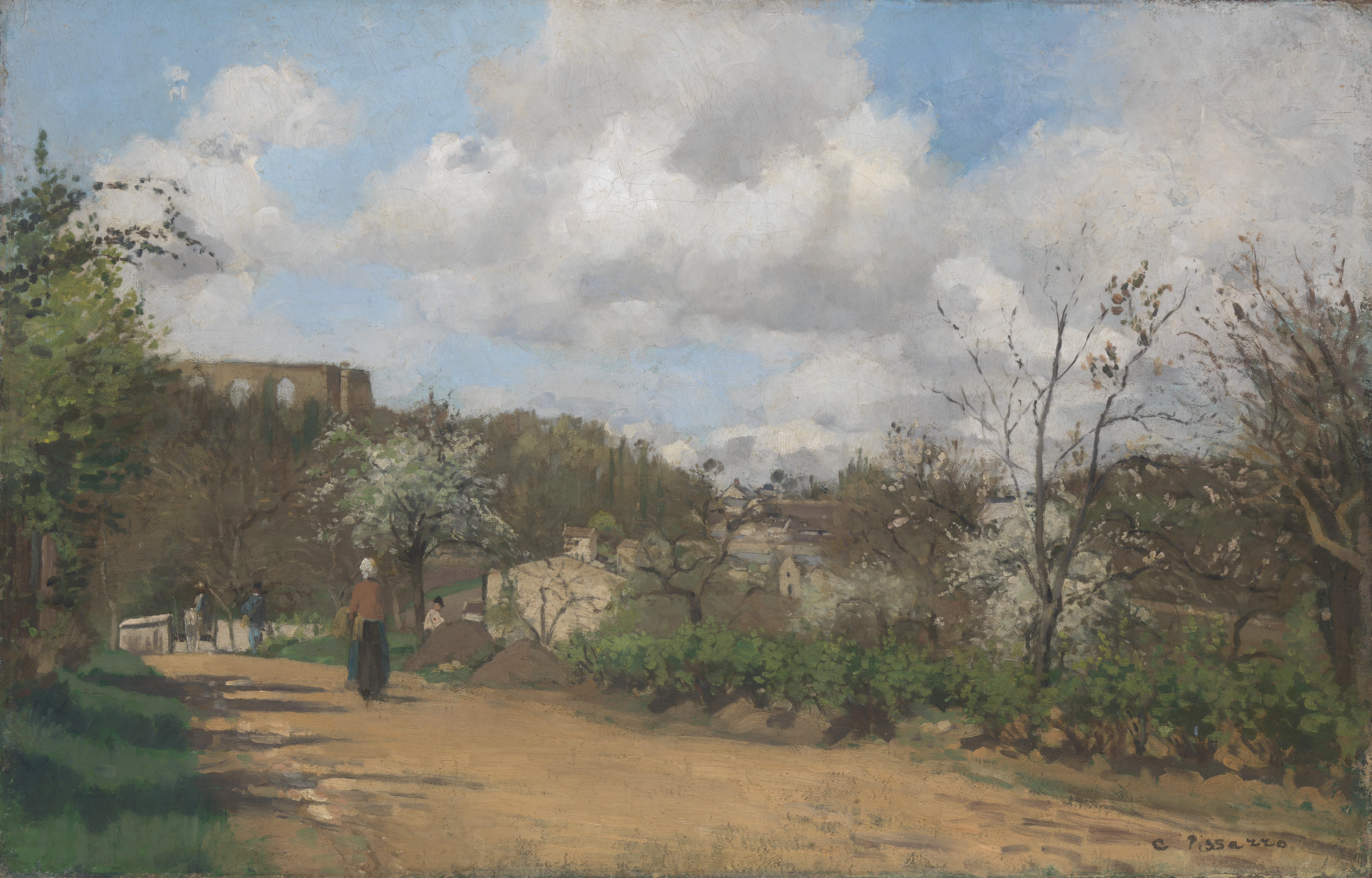
Camille Pissarro: Primăvara la Louveciennes, 1870 - National Gallery, Londra

Urmează o perioadă de cotitură pentru Pissarro. La „Academia Elvețiană” întâlnește pe viitorii impresioniști, în primul rând pe Monet, apoi pe Renoir, Sisley și Cézanne. În anul 1859, Salonul Oficial îi primește primele lucrări. Locuiește pentru început la La Varenne Saint-Hilaire, la sud-vest de Paris, după aceea la Pontoise. Pictează în aer liber („plein air”); pictura sa ia amploare, dar, din păcate, nu se prea vinde. Căutând o ieșire din dificultățile financiare, este nevoit să picteze ornamente decorative pentru evantaie. Pissarro devine un adevărat impresionist începând din anul 1869. După mutarea la Louveciennes, întărește legăturile de prietenie cu Monet, Renoir și Sisley, ceea ce duce la schimbarea stilului său în pictură. Vor crește expresivitatea și sensibilitatea față de lumină, îl va cuprinde fascinația schimbărilor care au loc în diferite momente ale zilei sau perioade ale anului.
În timpul războiului franco-prusac (1870-1871), Pissaro pleacă la Londra împreună cu familia, după ce se căsătorește cu Julie Velley, cu care conviețuia deja de zece ani. În Londra se întâlnește cu Monet, cu care vizitează muzee și se entuziasmează de arta peisagiștilor englezi, în mod deosebit de Constable și Turner. După reîntoarcerea în Franța, anii 1872-1874 par a fi mai buni, pentru prima oară picturile sale găsind cumpărători.

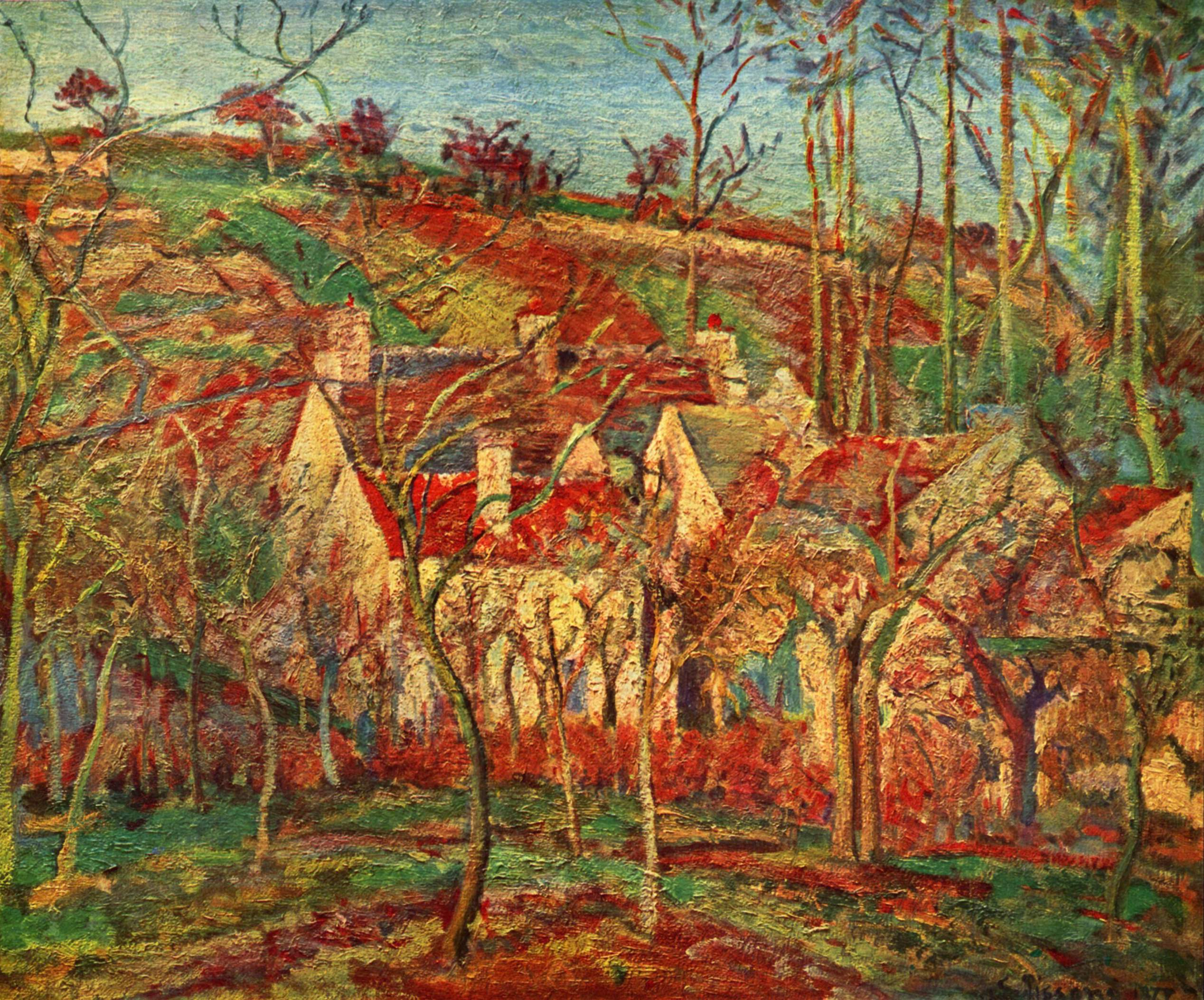
Camille Pissarro: Acoperișurile roșii, un colț de țară, efectul iernii, 1877 - Musée d'Orsay, Paris

Prima expoziție a impresioniștilor din anul 1874, organizată practic de Pissarro împreună cu Monet, nu se bucură de succes și suferă în urma atacurilor criticilor care îi iau în derâdere. Pissarro caută noi direcții de dezvoltare și în pânzele sale încep să apară figuri umane. Se apropie de stilul lui Degas, își perfecționează desenul, începe să lucreze cu pasteluri și se inițiază în arta gravurii. Lucrarea "Acoperișurile roșii, un colț de țară, efectul iernii" a fost prezentată la cea de-a treia expoziție de pictură impresionistă, în anul 1877. Este una din cele mai mature opere din creația lui Pissarro, spontaneitatea și cursivitatea stilului caracteristice pentru anii șaptezeci scăzând ușor în intensitate, cu toate acestea artistul realizează o concentrare deosebită a efectelor. După a patra expoziție a impresioniștilor din anul 1879, operele sale se vând din ce în ce mai bine. La expoziția din anul 1882, prezintă o panoramă a stilului său nou, în cele treizeci și șase de tablouri expuse. Ca și alți pictori din această perioadă, și el va căuta să depășească formele impresionismului. Personajele - siluete umane - care până acum jucaseră un rol mai puțin important în opera sa, devin din ce în ce mai prezente.

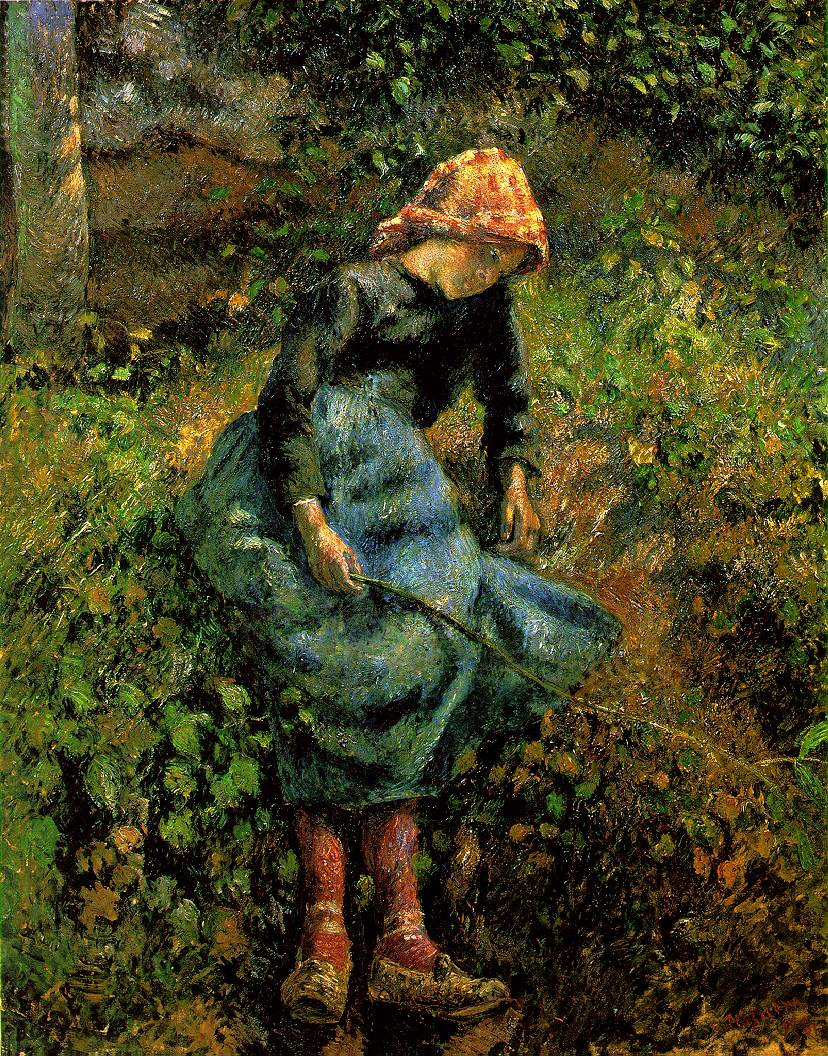
Camille Pissarro: Tânără fată cu băţ, 1881, - Musée d'Orsay, Paris

Cel mai adesea sunt femei, care execută diferite munci la fermă sau visează cu ochii deschiși. În aceste condiții, peisajul devine numai un fundal pentru prezentarea motivului principal. Tânăra fată cu băț (1881) este poate cea mai caracteristică pictură pentru această perioadă de creație a lui Pissarro.
Vederea din perspectivă și planul apropiat demonstrează stilul componistic observat la Degas, fața fetiței, pe care se citesc pacea și îngândurarea, sau aplecarea capului amintesc de unele personaje din picturile lui Millet sau Renoir.
Între anii 1870-1880, Pissarro lucrează de mai multe ori împreună cu Cézanne - de care l-a legat o lungă și trainică prietenie, învățând unul de la altul. Această colaborare a dat tonul unuia din cele mai importante capitole din istoria picturii secolului al XIX-lea.

### Trecerea spre neoimpresionism: pointilismul
Sub influența lui Georges Seurat, Pissaro începe să aplice o altă tehnică în pictură, și anume pointilismul (sau divizionismul), pictura prin puncte, în care el vede o nouă etapă de dezvoltare logică a impresionismului. În timpul celei de-a opta și totodată ultimei expoziții a impresioniștilor din anul 1886, își prezintă pânzele într-o sală separată, alături de lucrările neoimpresioniștilor Seurat și Paul Signac, subliniind faptul că se identifică totalmente cu noul curent. Tablourile provoacă mirare și sarcasmul publicului și criticii.

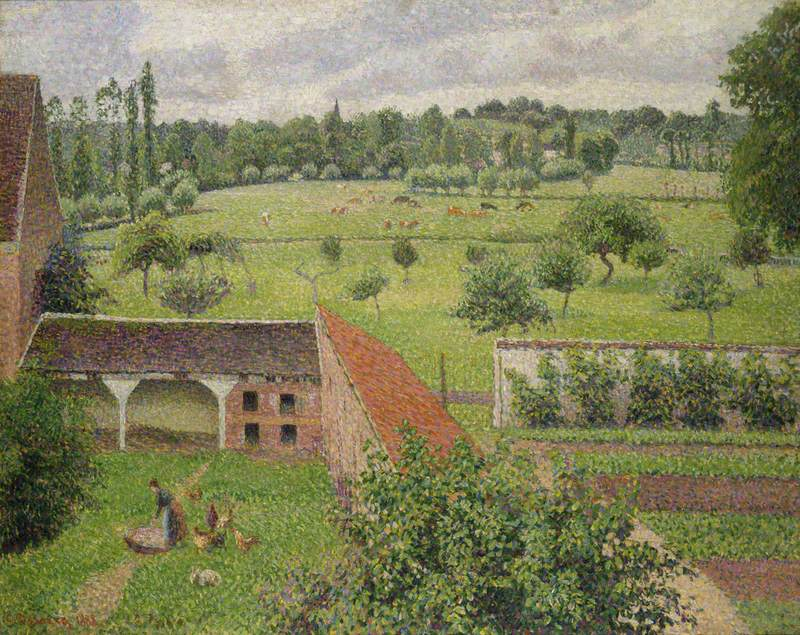
Camille Pissarro: Vedere de la fereastra mea, Eragny-sur-Epte, 1886-1888 - Musée d'Orsay, Paris

În tabloul Vedere de la fereastra mea... dispare aproape total capacitatea artistului de observare intuitivă a naturii. Factura tabloului este dată de atingeri delicate și rotunde ale pensulei, care formează tușe în culori diferențiate. Vopselele sunt aplicate una alături de alta, juxtapuse, în conformitate cu legile de complementaritate și de contrast ale culorilor.
La sfârșitul anilor optzeci, Pissarro se rupe totuși de pointillism. I se pare că această tehnică îl limitează prea mult și nu este în ton cu „ușurința, libertatea, spontaneitatea și prospețimea impresionismului”.
Din anul 1889, pictorul suferă de o boală cronică a ochilor (conjunctivită), care nu-i mai permite să lucreze în aer liber. Din acest moment va privi lumea prin fereastra atelierului. Pentru a avea posibilitatea unei tematici variate, călătorește des la Rouen sau la Dieppe, în Normandia. Pictează vederi de la ferestrele hotelurilor sau locuințelor, atunci apare seria de picturi reprezentând viața urbană de la sfârșitul secolului al XIX-lea.
Pissarro se bucură în sfârșit de o recunoaștere a publicului și criticii, participă la expoziții în Europa și America. Mulțumită testamentului lui Gustave Caillebotte, membru al grupării impresioniste, care a oferit statului francez întreaga sa colecție de picturi, multe lucrări ale lui Pissarro sunt expuse în Muzeul Luxembourg din Paris încă din timpul vieții artistului.
Pissarro își petrece vara anului 1903 la Le Havre, realizând o serie de lucrări. Moare la Paris, pe 13 noiembrie, de leucemie.